# Vavray-le-Petit
Vavray-le-Petit ist eine französische Gemeinde im Département Marne in der Region Grand Est. Sie hat eine Fläche von 5,35 km² und 61 Einwohner (2022).
Die Gemeinde Vavray-le-Petit liegt 15 Kilometer nordöstlich von Vitry-le-François. Das Gemeindegebiet reicht vom Tal der Vière auf 108 m über dem Meer im Süden bis zu einem markanten Hügel im Norden (208 m), dessen Südhang mit Weinreben bestockt ist. Nachbargemeinden sind Val-de-Vière, Heiltz-l’Évêque, Vavray-le-Grand, Bassuet und Bassu.

## Weblinks

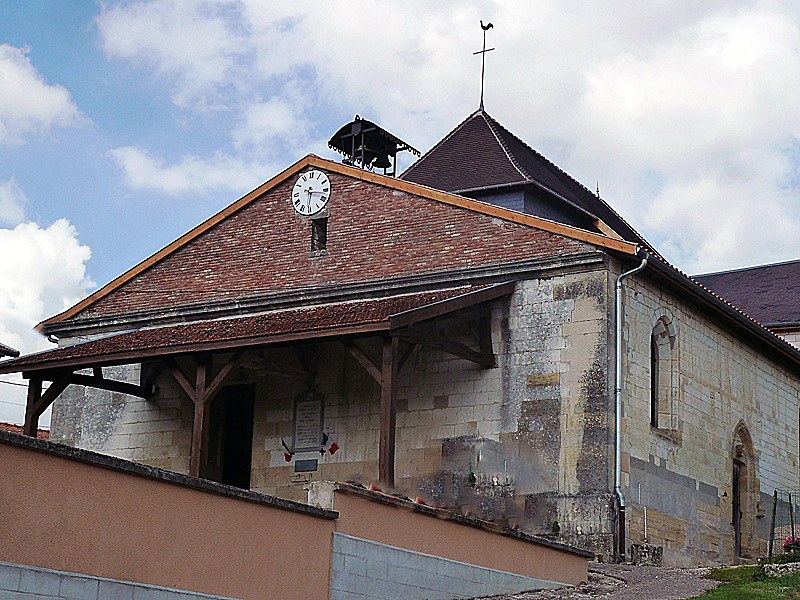
Kirche Saint-Patrice

## Bevölkerungsentwicklung
| Jahr                       | 1962 | 1968 | 1975 | 1982 | 1990 | 1999 | 2005 | 2010 | 2018 |
| -------------------------- | ---- | ---- | ---- | ---- | ---- | ---- | ---- | ---- | ---- |
| Einwohner                  | 65   | 59   | 48   | 43   | 63   | 58   | 61   | 66   | 65   |
| Quellen: Cassini und INSEE |      |      |      |      |      |      |      |      |      |